# سیدی احمد
سیدی احمد (به فرانسوی: Sidi Ahmed) یک شهرک در مراکش است که در مراکش آسفی واقع شده‌است. سیدی احمد ۷٬۷۵۱ نفر جمعیت دارد.